# Junco (embarcación)
El junco es posiblemente una de las embarcaciones a vela más antiguas que se conocen, ya que su aparición se documenta en el año 600 a. C. y todavía está en uso en muchas partes del sudeste asiático.
El casco posee una popa corta y carece de quilla. Fueron los barcos característicos del mar de la China y tanto Gengis Kan como Kublai Kan los emplearon en sus intentos de conquistar el Japón. Se empleó tanto para la guerra como para el comercio. En el siglo IX d. C. los juncos chinos transportaban mercancías a Indonesia y a la India.
Sus velas son de tela gruesa unidas con juncos, lo que le daba mucha estabilidad y gran empuje. El timón era extraíble y más alto que en los barcos comunes, lo cual le permitía navegar en aguas poco profundas.
Fue una de las embarcaciones predilectas para la piratería en esas costas.

## Construcción
El historiador Herbert Warington Smyth consideró al junco como uno de los diseños de barcos más eficientes, y afirmó que "como medio para transportar al hombre y su comercio en los mares embravecidos y tormentosos, así como en las vastas vías navegables interiores, es dudoso que alguna clase de embarcación... sea más adecuada o mejor adaptada a su propósito que el junco chino o indio, y además en planeidad de vela y manejabilidad, el aparejo chino es insuperable".

### Velas
La vela de los juncos chinos es una adopción de la vela del junco malayo, que utiliza la estera vegetal unida a los listones de bambú, una práctica que se originó en Indonesia.: 191–192 : 12–13   Los listones de longitud completa mantienen la vela más plana de lo ideal en todas las condiciones de viento. En consecuencia, su capacidad para navegar cerca del viento es menor que la de otros aparejos de proa y popa.

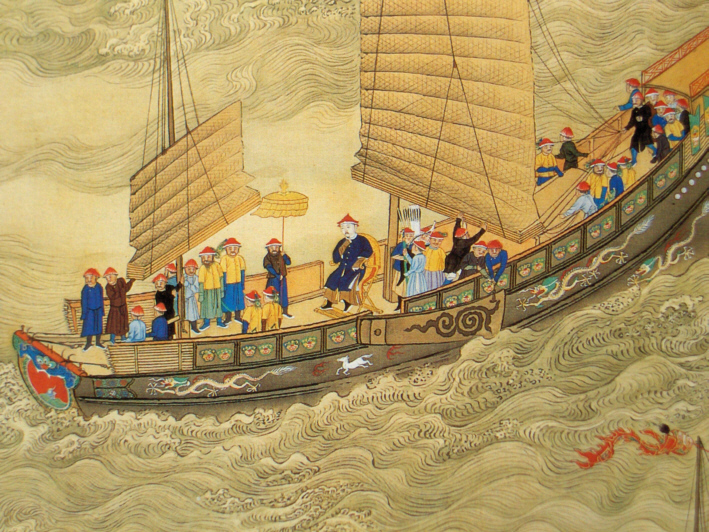
El emperador Kangxi (r. 1654-1722) de gira, sentado en un lugar destacado en la cubierta de un junco.

### Casco
Los juncos clásicos se construyeron con maderas blandas (aunque después del siglo XVII se usó teca en Guangdong) con la forma exterior construida primero. Luego se construyeron múltiples compartimentos/mamparos internos a los que se accede por escotillas y escaleras separadas, que recuerdan la estructura interior de bambú. Tradicionalmente, el casco tiene una popa en forma de herradura que sostiene una cubierta de popa alta. El fondo es plano en un junco de río sin quilla (similar a un sampán), por lo que el barco se apoya en una orza, orza lateral o timón muy grande para evitar que el barco se deslice lateralmente en el agua. Los juncos oceánicos tienen un casco curvo en sección con una gran cantidad de entradas de obra muerta en la parte superior. El entarimado se clava de canto en diagonal. Se han recuperado clavos o púas de hierro de una excavación en Cantón que data de alrededor del 221 a. C. Para el calafateo, los chinos usaban una mezcla de cal molida con aceite de tung junto con cáñamo picado de viejas redes de pesca que se endurecían en 18 horas, pero se mantenían flexibles. Los juncos tienen líneas de flotación estrechas, lo que explica su velocidad potencial en condiciones moderadas, aunque los datos de desplazamiento disponibles indican que las velocidades promedio en desplazamiento de los juncos diferían poco de las velocidades promedio de desplazamiento de casi todas las velas tradicionales, es decir, alrededor de 4 a 6 nudos. Los juncos más grandes, los barcos del tesoro comandados por el almirante de la dinastía MingZheng He, se construyeron para la exploración mundial en el siglo XV y, según algunas interpretaciones, pueden haber tenido más de 120 metros (390 pies) de largo. Esta conjetura se basó en el tamaño de un poste de timón que se encontró y malinterpretó, utilizando fórmulas aplicables a los barcos modernos con motor. Un análisis más cuidadoso muestra que el poste del timón que se encontró es en realidad más pequeño que el poste del timón que se muestra para un Pechili Trader de 70 'de largo en "Junks and Sampans of the Yangtze" de Worcester.
Otra característica de los juncos, son los compartimentos interiores o mamparos, que reforzaba el barco y frenaba las inundaciones en caso de perforación. Los barcos construidos de esta manera se describieron en el libro Pingzhou Table Talks de Zhu Yu, publicado en 1119 durante la dinastía Song. Una vez más, este tipo de construcción para cascos de barcos chinos fue atestiguado por el viajero bereber musulmán marroquí Ibn Battuta (1304-1377 d. C.), quien lo describió con gran detalle. Aunque algunos historiadores han cuestionado si los compartimentos eran estancos, la mayoría cree que los compartimentos estancos existían en los juncos chinos porque, aunque la mayoría de las veces había pequeños pasadizos (conocidos como agujeros flexibles) entre los compartimentos, estos podían bloquearse con tapones y dichos tapones se han identificado en naufragios. Todos los naufragios descubiertos hasta ahora tienen agujeros flexibles; estos son diferentes de los orificios de inundación libre que están ubicados solo en los compartimientos de proa y popa, pero están en la base de los mamparos transversales que permiten que el agua de cada compartimiento drene hacia el compartimiento inferior, lo que facilita el bombeo. Se cree, a partir de la evidencia en los naufragios, que los orificios de los elementos flexibles podrían taparse para permitir el transporte de cargamentos líquidos o para aislar un compartimento que haya tenido una fuga.

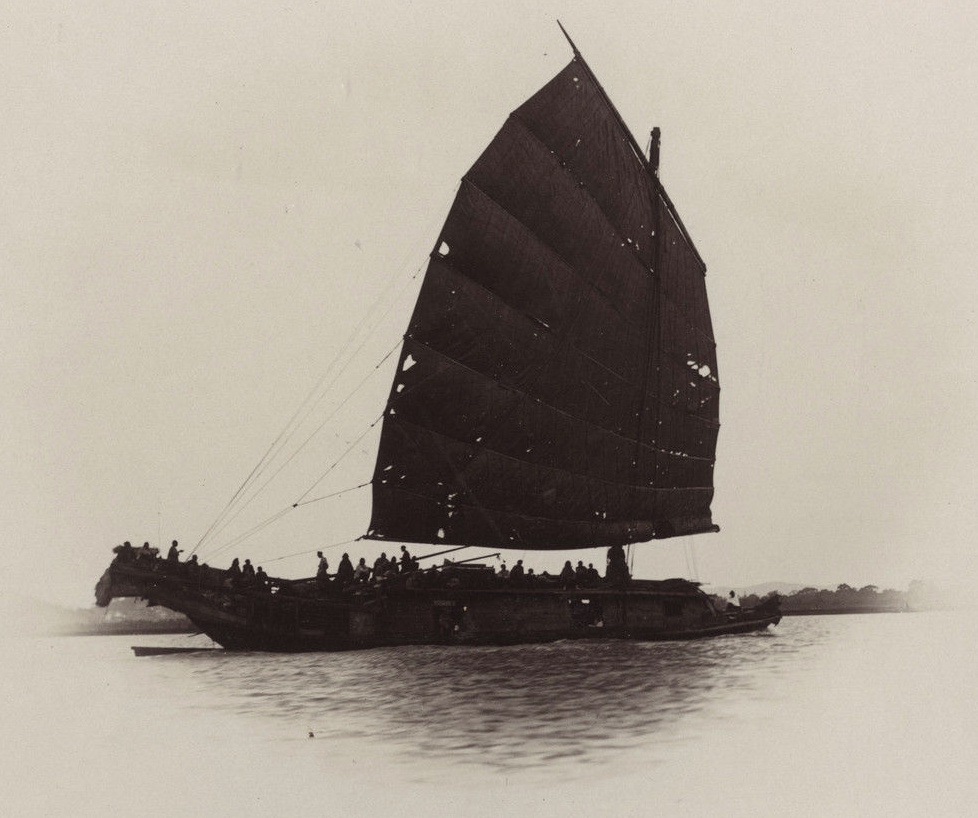
Junco cerca de Hong Kong, alrededor de 1880.

Benjamin Franklin escribió en una carta de 1787 sobre el proyecto de paquetes de correo entre Estados Unidos y Francia:
Como estos barcos no deben cargarse con mercancías, sus bodegas pueden dividirse sin inconveniente en departamentos separados, a la manera china, y cada uno de estos departamentos puede sellarse herméticamente para evitar la entrada de agua. —  Benjamín Franklin, 1787
En 1795, Sir Samuel Bentham, inspector de astilleros de la Royal Navy y diseñador de seis nuevos veleros, abogó por la adopción de "tabiques que contribuyan a la resistencia y aseguren el barco contra el hundimiento, como practican los chinos de hoy en día". Su idea no fue adoptada. Bentham había estado en China en 1782 y reconoció que se le había ocurrido la idea de los compartimentos estancos al observar los juncos chinos allí. Bentham era amigo de Isambard Brunel, por lo que es posible que tuviera alguna influencia en la adopción por parte de Brunel de mamparos de refuerzo longitudinal en la cubierta inferior del SS Gran Bretaña. Bentham ya había diseñado y construido una barcaza segmentada para su uso en el río Volga, por lo que la idea de la separación transversal del casco evidentemente estaba en su mente. Tal vez más concretamente, hay una diferencia muy grande entre los mamparos transversales en la construcción china, que no ofrecen refuerzo longitudinal, y los miembros longitudinales que adoptó Brunel, casi con seguridad inspirados en la ingeniería de puentes de hierro y calderas en la que él y sus contemporáneos en la innovación de la construcción naval de hierro eran los más versados.
Debido a las numerosas fuentes primarias extranjeras que insinúan la existencia de verdaderos compartimentos estancos en los juncos, historiadores como Joseph Needham propusieron que los agujeros flexibles se taparan como se indicó anteriormente en caso de fuga. Aborda el tema bastante separado de los compartimentos de inundación libre en la página 422 de Science and Civilization in Ancient China :
no se han realizado pruebas empíricas de ellos y parece poco probable que las afirmaciones resistan dicha prueba, ya que el diámetro o la cantidad de orificios necesarios para una inundación y descarga tan rápidas sería tan grande como para debilitar significativamente las partes vulnerables de proa y popa del recipiente. Los marineros dicen, como suelen hacer los marineros de todo el mundo cuando evocan respuestas a las preguntas de los marineros de agua dulce, que evita que los juncos vuelen con el viento. Puede ser la realidad en el fondo de la siguiente historia, relatada por Liu Ching-Shu del siglo V, en su libro I Yuan (Jardín de las Cosas Extrañas)
En Fu-Nan (Camboya) siempre se utiliza oro en las transacciones. Había una vez (unas personas que) habiendo alquilado un barco para ir de este a oeste de cerca y lejos, no habían llegado a su destino cuando llegó el tiempo del pago de la libra (de oro) que se había convenido. Por lo tanto, deseaban reducir la cantidad (a pagar). El capitán del barco les jugó una mala pasada. Hizo (por así decirlo) un camino para que el agua entrara en el fondo del bote, que parecía estar a punto de hundirse, y permaneció inmóvil, sin moverse ni hacia adelante ni hacia atrás. Todos los pasajeros estaban muy asustados y vinieron a hacer ofrendas. El barco (después) volvió a su estado original.
Esto, sin embargo, parecería haber implicado aberturas que podían controlarse y el agua bombearse después. Esto se efectúa fácilmente en China (todavía se ve en Kuangtung y Hong Kong), pero la práctica también era conocida en Inglaterra, donde el compartimiento fue llamado el 'pozo-húmedo', y el barco en el que fue construido, un "well-smack'. Si la tradición es correcta de que tales barcos datan de +1712 en Europa, entonces bien puede ser que el principio de mamparo chino se introdujera dos veces, primero para los pequeños barcos pesqueros costeros a finales del siglo XVII y luego para los grandes barcos un siglo después. Sin embargo, el pozo húmedo es probablemente un caso de invención paralela ya que su forma de construcción es bastante diferente a la de los juncos chinos, el pozo húmedo a menudo no recorre todo el ancho del barco, sino que solo ocupa la parte central del casco a ambos lados de la quilla.
Más concretamente, los pozos húmedos eran evidentes en las pequeñas embarcaciones romanas del siglo V d. C.

### Orzas laterales y orzas
Las tablas de orzas laterales y las orzas, utilizadas para estabilizar el junco y mejorar su capacidad para navegar contra el viento, están documentadas en un libro del año 759 d. C. de Li Chuan. La innovación fue adoptada por barcos portugueses y holandeses alrededor de 1570. Los juncos a menudo emplean una orza que está hacia adelante en el casco, lo que permite que la sección central del casco esté libre del cajón de la orza, lo que permite compartimientos de carga más grandes. Debido a que la orza está ubicada tan adelante, el junco debe usar un timón equilibrado para contrarrestar el desequilibrio de la resistencia lateral.
Otras innovaciones incluyeron la bomba de sentina de plataforma cuadrada, que fue adoptada por Occidente durante el siglo XVI para trabajar en tierra, siendo la bomba de cadena occidental, que fue adoptada para uso a bordo, de una derivación diferente. Los juncos también confiaron  en la brújula con fines de navegación. Sin embargo, como con casi todas las embarcaciones de cualquier cultura antes de finales del siglo XIX, la precisión de las brújulas magnéticas a bordo de los barcos, ya sea por no comprender la desviación (el magnetismo de las fijaciones de hierro del barco) o por el diseño deficiente de la tarjeta de la brújula (el estándar), las brújulas de punta seca eran extremadamente inestables), significaba que hacían poco para contribuir a la precisión de la navegación a estima. De hecho, una revisión de la evidencia muestra que el puntero magnético embarcado chino probablemente se usó poco para la navegación. El razonamiento es simple. Los marineros chinos eran tan capaces como cualquiera y, si hubieran necesitado una brújula para navegar, habrían sido conscientes de las cualidades direccionales casi aleatorias cuando se usaban en el mar de la brújula de tazón de agua que usaban. Sin embargo, ese diseño se mantuvo sin cambios durante medio milenio. Los marineros occidentales, al encontrar un diseño de tazón de agua similar (todavía no hay evidencia de cómo ha surgido), lo adaptaron muy rápidamente en una serie de cambios significativos, de modo que en aproximadamente un siglo el tazón de agua había dado paso al pivote seco, una brújula giratoria un siglo después, lubberline una generación más tarde y gimbals setenta u ochenta años después. Estos eran necesarios porque en el contexto climático más adverso del noroeste de Europa, la brújula era necesaria para la navegación. Si se hubieran sentido necesidades similares en China, los marineros chinos también habrían encontrado soluciones pero no lo hicieron.

### Dirección
Los juncos emplearon timones montados en la popa siglos antes de su adopción en Occidente por la sencilla razón de que las formas occidentales del casco, con sus popas puntiagudas, obviaron un sistema de dirección central hasta que los avances técnicos en Escandinavia crearon la primera puerta de granero, montada en hierro, de pivote y de bulón. ' ejemplos occidentales a principios del siglo XII e. c. Una segunda razón de este lento desarrollo fue que los timones laterales en uso eran, contrariamente a muchas opiniones mal informadas, extremadamente eficientes. [28]Por lo tanto, el origen, la forma y la construcción del timón chatarra fueron completamente diferentes, ya que fue el desarrollo de un remo de dirección de popa montado en el centro, cuyos ejemplos también se pueden ver en los barcos fluviales egipcios del Reino Medio (c.2050-1800 a. C.). Era una innovación que permitía el gobierno de grandes barcos y por su diseño permitía regular la altura según la profundidad del agua y para evitar daños graves en caso de encalladura del junco. Un junco considerable puede tener un timón que necesita hasta veinte miembros de la tripulación para controlarlo con mal tiempo. Además de utilizar el plan de vela para equilibrar el junco y aliviar la tensión del timón difícil de operar y débilmente unido mecánicamente, algunos juncos también estaban equipados con tablas de sotavento o orza. El mundo'[29] aunque algunos eruditos piensan que esto puede ser un remo de dirección; una posible interpretación dada es que el modelo es de un barco fluvial que probablemente fue remolcado o tirado por una pértiga.
Desde algún momento de los siglos XIII al XV, muchos juncos comenzaron a incorporar timones "fenestrados" (timones con grandes agujeros en forma de diamante), probablemente adoptados para disminuir la fuerza necesaria para dirigir el timón.
Se informa que el timón es la parte más fuerte del junco. En el Tiangong Kaiwu "Explotación de las obras de la naturaleza" (1637), Song Yingxing escribió: "El timón está hecho de olmo, o bien de langmu o de zhumu ". El autor Ming también aplaude la fuerza de la madera de langmu como "si uno pudiera usar un solo hilo de seda para izar mil jun o soportar el peso de un deslizamiento de tierra en una montaña".